# أمام القانون
أمام القانون (بالألمانية: Vor dem Gesetz) قصة قصيرة ألمانية من تأليف الكاتب التشيكي فرانز كافكا، تظهر القصة في رواية للمؤلف «المحاكمة» (Der Prozess). نشرت للمرة الأولى خلال فترة حياة كافكا في عام 1915 في المجلة اليهودية الإسبوعية المستقلة (Selbstwehr)، ومن ثم ظهرت في عام 1919 ضمن مجموعة من قصص كافكا تحت مسمى «طبيب ريفي» (Ein Landarzt)، بينما رواية «المحاكمة» لم تنشر حتى 1925 بعد وفاة كافكا.

## القصة
تحكي القصة عن رجل من الريف يطلب المثول أمام القانون وأمام البوابة المفتوحة هناك الحاجب الذي لا يسمح له بالعبور مخبراً إياه أن ذلك فقط في الوقت الحاضر. يسأله الرجل إذا كان سيسمح له بالعبور في المستقبل فيقول له الحاجب أن ذلك محتمل ولكن ليس الآن. يجلس الرجل أمام البوابة وينتظر لمدة سنين ليسمح الحاجب له بالدخول. في هذه المدة حاول رشوة الحاجب بكل ما ما لديه، يقبل الحاجب الرشوة بدون أن يعطيه الإذن بالعبور قائلاً له «لكي لا تشعر بأنك فشلت في فعل أي شيء». يظل الرجل منتظراً أمام البوابة حتى وفاته، وقبل أن يموت بلحظات يسأل الحاجب لماذا لم يأتِ أحد يسأل القانون طوال تلك السنين، فيجيبه الحاجب بأن البوابة هذه معد له فقط ولم يكن بالإمكان استقبال أحد غيره وأنه سيغلقها حالاً بعد وفاته.
في رواية «المحاكمة» يحكي عميل متستر في شخصية أسقف في كاتدرائية القصة (أمام القانون) ل«جوزيف ك» وهو الشخصية الرئيسية في الرواية.

## وصلات خارجية
- النص الأصلي للقصة بالألمانية، على ويكي مصدر الألمانية.
- أمام القانون مترجمة إلى العربية، ترجمة خليفة دسوقي على موقع أنفاس.
- أمام القانون مترجمة إلى العربية، ترجمة مشاعل الهاجري على موقع آراء.

| - أمام القانون، على كتب جوجل. - أمام القانون، على جود ريدز. | - أمام القانون، على الفهرس العالمي. - أمام القانون، على AbeBooks. |